# Centrale hydroélectrique de Taivalkoski
La centrale hydroélectrique de Taivalkoski (finnois : Taivalkosken voimalaitos) est une centrale hydroélectrique située à Keminmaa en Finlande.

## Caractéristiques
La centrale est conçue par l'architecte Kai Blomstedt .